# Stilton

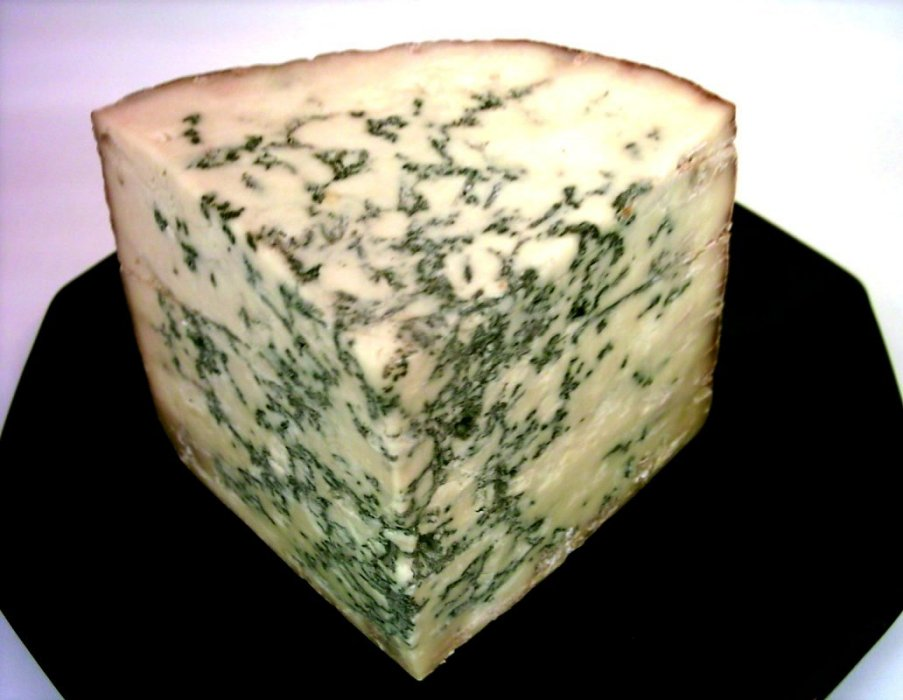
Queijo Stilton.

O Stilton é um queijo azul originário da Inglaterra, especialmente dos condados de Derbyshire, Leicestershire e Nottinghamshire.
De cor azulada, é feito com leite de vaca, ao qual se adiciona o fungo Penicillium glaucum, e usualmente harmonizado com vinho do porto